# Gabriella Montez
Gabriella Montez è un personaggio della saga dei film di High School Musical, interpretato da Vanessa Hudgens.

## Il personaggio
È una ragazza timida, bella e intelligente. Ha una relazione con Troy Bolton ed è conosciuta come "il genio" nelle sue vecchie scuole. È inoltre socia del club accademico del liceo che frequenta durante la serie.
Col passare dell'estate, inizia a capire che Troy è diventato una persona plagiabile, ma inizialmente sorvola questo comportamento tirando fuori il meglio del suo carattere, anche se alla fine decide di finire la loro relazione, sempre a malincuore. Alla fine del secondo film, comunque, Troy e Gabriella tornano insieme.
La sua migliore amica è Taylor McKessie. È anche amica di Kelsi Nielsen e Martha Cox. Nonostante le sue buone maniere, è odiata dalla compagna Sharpay Evans, rivale in amore, che cerca in ogni modo di conquistare Troy.
Nel terzo film il personaggio è molto sensibile e si pone molte domande su come sarà il college lontano dai suoi amici e dal suo ragazzo. Alla fine Troy e Gabriella riescono a trovare un compromesso per stare vicini. In questo film Gabriella diventa amica anche di Sharpay, che riesce ad addolcirsi un po' di più grazie ad una sua esperienza recente.
Nel 2006, per la sua interpretazione di Gabriella, la Hudgens ha vinto il Teen Choice Awards insieme a Zac Efron.